# Motorsport
Motorsport, sport som bedrivs med motordrivna fordon som bil, motorcykel (mc), racerbåt och flygplan.

## Bilsport

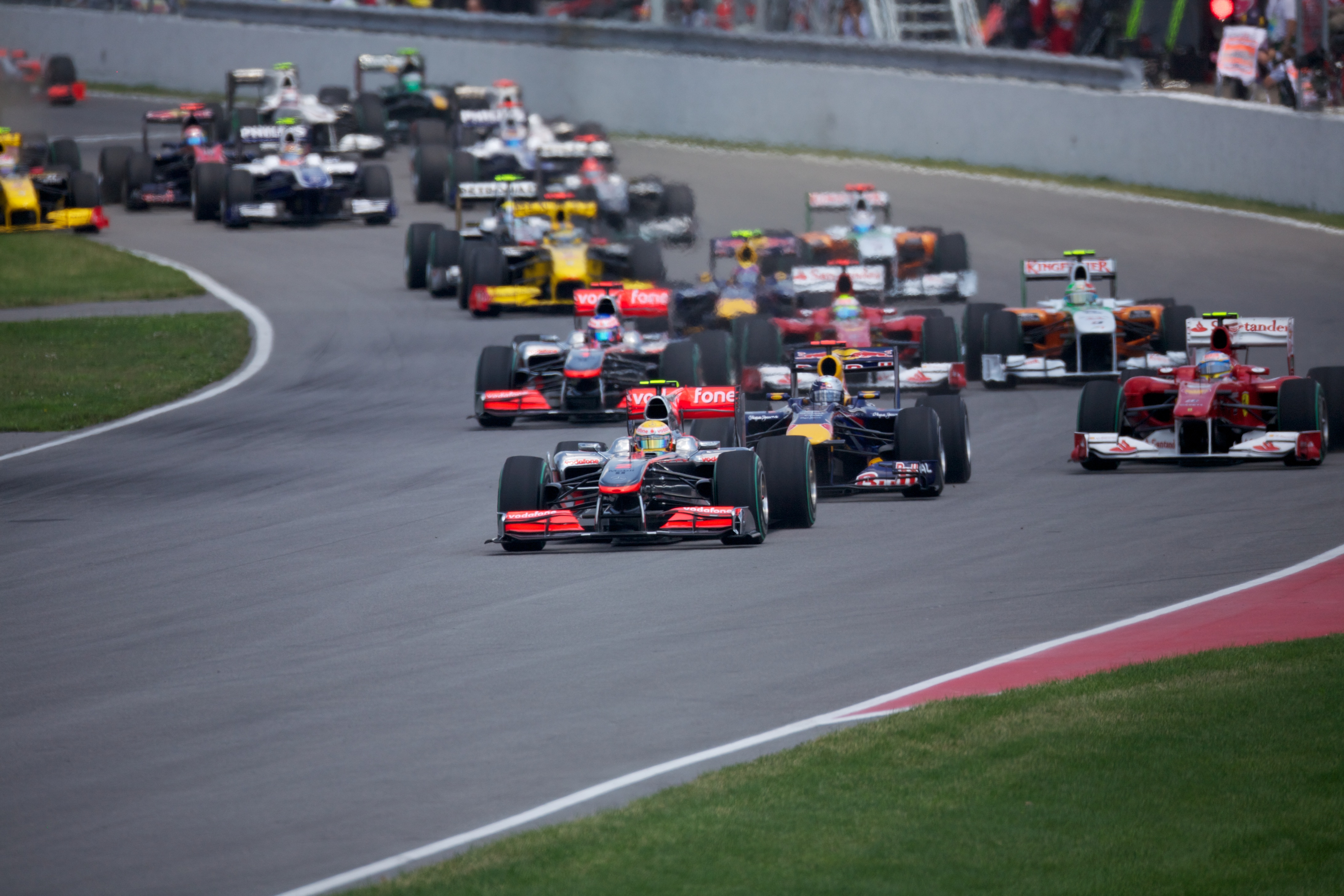
Starten av Kanadas Grand Prix 2010.

Huvudartikel Bilsport
- Dragracing
- Folkrace
- Racing
- Karting
- Rally
- Bilorientering
- Backe

## Motorcykelsport

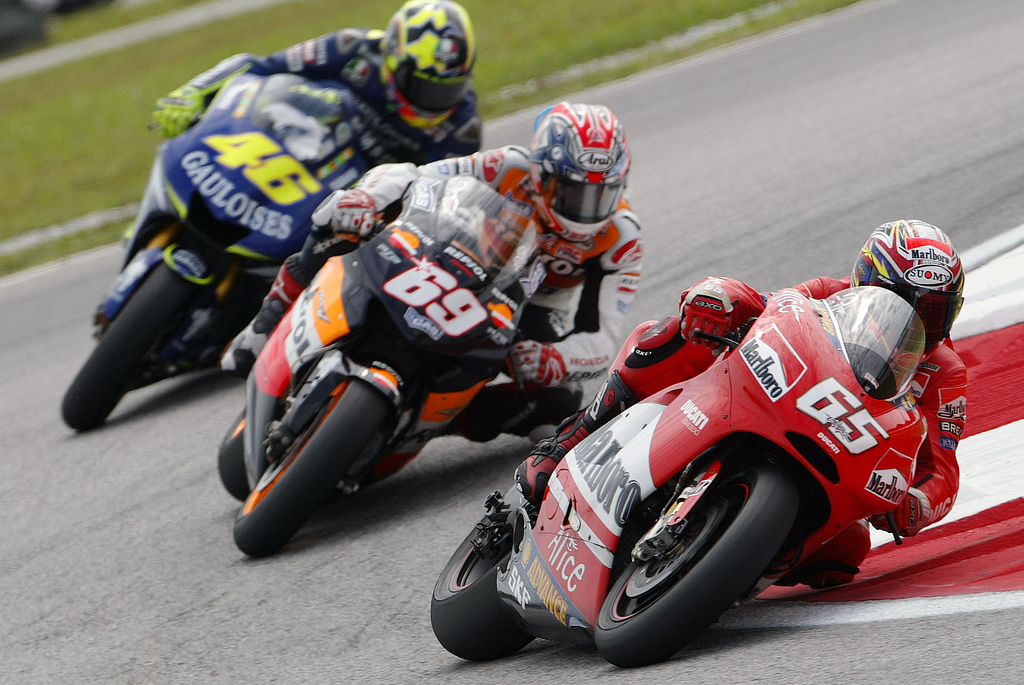
MotoGP 2005.

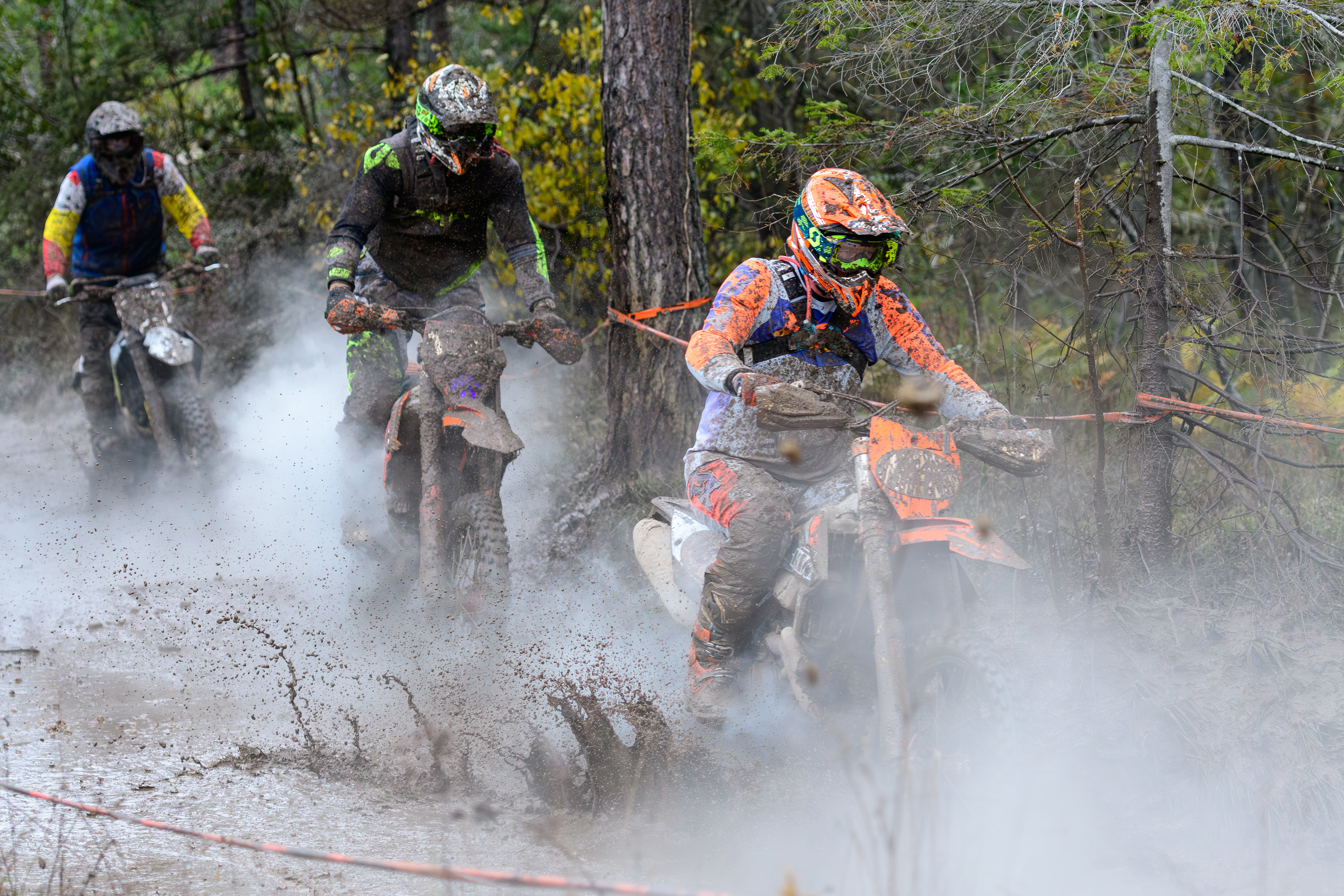
Enduro.

Motorcykelsport är en form av motorsport med motorcykel. I Sverige ansvarar SVEMO för tävlingsarrangemang inom motorcykelsport. Förbundet samlar alla som vill träna och tävla med motorcykel och snöskoter och försäkrar och utbildar förare, tränare och ledare på nationell och lokal nivå. Svemo skriver också regler och godkänner banor. 

### Grenar
- Dragbike
- Enduro
- Freestyle Motocross
- Isbana
- Isracing
- Minimoto
- Motocross
- Roadracing
- Rundbana
- Speedway
- Supermoto
- Trial

## Snöskotersport

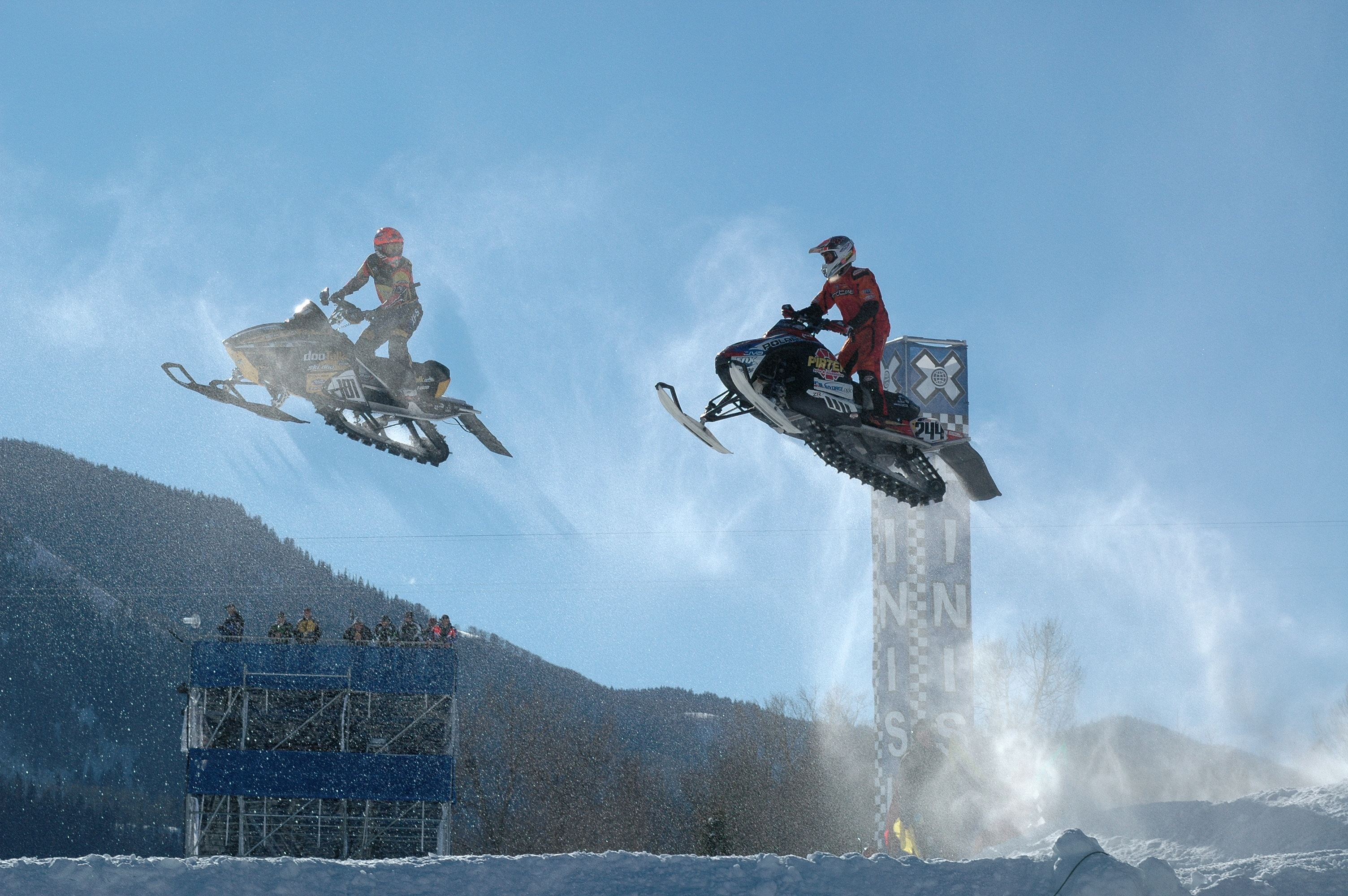
Skotercross i X Games 2007.

Snöskotersport är en form av motorsport med snöskoter. Snöskotersporten ökat de senaste åren i Sverige, liksom tävlingsgrenarna. Numera är snöskotersporten en året-runt-sport, sedan dragracing på gräs, och asfalt, slagit igenom. I Sverige ansvarar SVEMO för tävlingsarrangemang inom snöskotersport.

## Se även

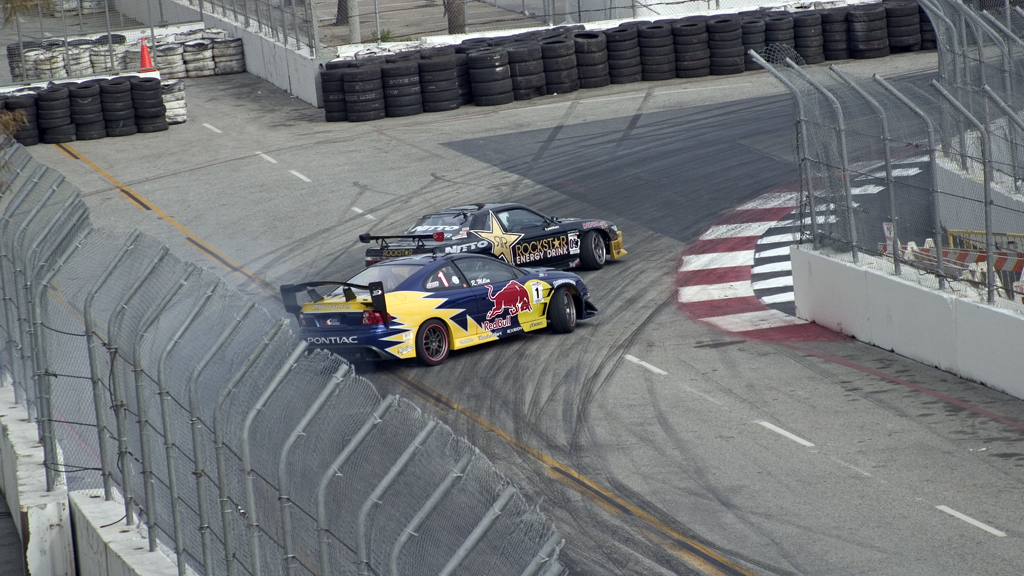
Formula Drift 2006.

### Grenar
- Skotercross
- Enduro
- Backe
- Dragracing

## Båtsport

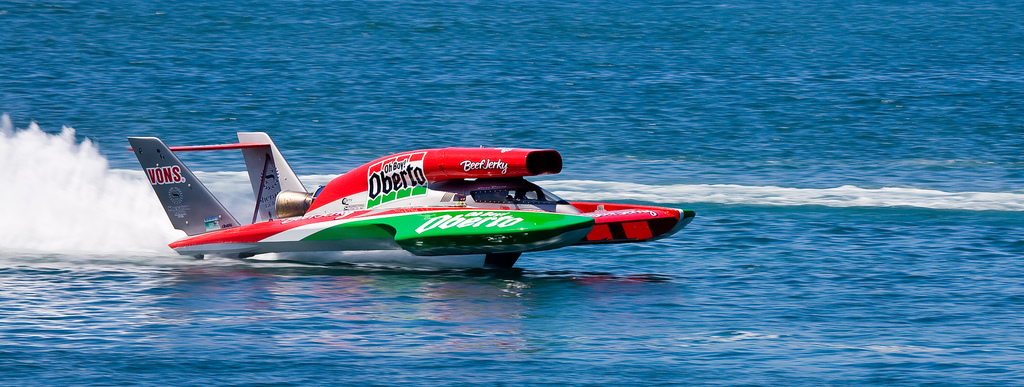
Miss Madison 2007.

- Offshore
- Aquabike
- Rundbana
- Classic